# 東京学院
東京学院（とうきょうがくいん）は、アメリカ北部バプテストが設立した男子校で、関東学院の源流の一つ。

## 概要
1895年9月10日、「東京中学院」が築地居留地42・43番（現、中央区明石町1-15）に開校し、E・W・クレメントが校長に就任し、1898年3月30日に第1回の卒業式が行われた。1899年9月14日に「東京学院」と名称を変更し、同年10月28日に牛込区市谷左内坂町29番地（現、新宿区市谷左内町）で寄宿舎献堂式を行い移転した。1901年9月10日に講堂・教室棟のハリス・ホールを献堂し、1904年に増築した。
1904年4月に高等科を設置し、翌年4月に専門学校の認可を受けた。1915年3月に高等科を「高等学部」、中学科を「中学部」と改称したが、施設の拡充問題などのため1917年3月に中学部を廃止した。
その後中学部の跡に日本バプテスト神学校が移転し、1919年4月に「神学部」とし、高等学部との二学部となった。1923年、関東大震災の被害を受け、その復興を検討する中で、敷地の狭隘などからこれ以上の発展が望めないため、1927年4月1日に中学関東学院と合併し「財団法人関東学院」を組織した。